# Vérkhniaia Stàritsa
Vérkhniaia Stàritsa (en rus: Верхняя Старица) és un poble (possiólok) del krai de Perm, a Rússia, que forma part del raion de Gaini. El 2010 tenia 822 habitants.